# Zähringen (Altheim)
Zähringen ist ein Ortsteil der Gemeinde Altheim (Alb) im Alb-Donau-Kreis in Baden-Württemberg. Der Ort liegt circa drei Kilometer westlich von Altheim und ist über die Kreisstraße K 7309 zu erreichen. Mit fünf landwirtschaftlichen Betrieben ist der Ort immer noch landwirtschaftlich geprägt.

## Geschichte
Zähringen wurde im Jahr 1361 erstmals erwähnt. Im Jahr 1385 kam das Dorf in den Besitz der Reichsstadt Ulm.
Im 15. Jahrhundert gab es im Ort drei Höfe.

## Sehenswürdigkeiten
- Kirche, erbaut wohl im 16. Jahrhundert, der Turm wurde 1905 erneuert.
- In Zähringen gibt es fünf Wanderwege, auf denen man die Landschaft um Zähringen herum besichtigen kann.
- Am Dorfplatz steht eine über 600 Jahre alte Linde. Die Linde ist inzwischen innen hohl und steht unter Naturschutz.

## Veranstaltungen
In Zähringen findet jährlich auf einer Obstwiese am Ortsrand der Zähringer Wiesleshock statt. Bei diesem Fest versammeln sich am zweiten Augustwochenende mehr als 600 Oldtimer und über zweitausend Besucher. Das Fest wird von dem ortsansässigen „Verein Junger Männer Zähringen“ organisiert und durchgeführt.